# Ombo
Ombo è un'isola norvegese situata nel mare del Nord. Appartiene amministrativamente al comune di Stavanger, nella contea di Rogaland, nel sud-ovest della Norvegia.

## Descrizione
Con 57,5 km² di superficie Ombo l'isola più grande del Ryfylke e la seconda del Rogaland, dopo Karmøy. Diversi centri abitati sono sparsi sull'isola, tra cui Jørstadvåg, Atlatveit, Eidssund, Tuftene, Skipavik, Skår e Vestersjø. La chiesa di Jørstad si trova nel villaggio di Jørstadvåg.
Fino al 2019 Ombo era divisa tra i comuni di Hjelmeland (la parte orientale) e Finnøy (ovest). Con la riforma amministrativa decisa dallo Storting, dal 1 gennaio 2020 l'isola fa interamente parte del comune di Stavanger che ha assorbito completamente Finnøy, oltre all'ex-comune di Rennesøy.
L'isola si trova nella sezione nord-orientale di un gruppo di isole sparse nel fiordo Boknafjord. Ombo si trova a nord di Randøy e Halsnøya, a nord-est dell'isola di Finnøy e a est dell'arcipelago delle Sjernarøyane. Il punto più alto dell'isola è il monte Bandåsen con 513 m s.l.m.. Ombo è circondata da fiordi tutti facenti parte del Boknafjord; a est si trova l'Ombofjord, a sud il Gardssundfjord, a ovest il Gapafjord e a nord lo Jelsafjorden.
Ombo è raggiungibile solo via nave. Servizi regolari con traghetto collegano Eidssund, sulla costa occidentale, con Judaberg, Sjernarøyane, Nedstrand, Jelsa, Halsnøya e Fogn; mentre Skipavik sulla costa est è collegata con Nesvik e Hjelmelandsvågen.